# Leslie Van Houten
Leslie Louise Van Houten (Altadena, 23 agosto 1949) è una criminale statunitense, ex membro della "famiglia" Manson.
Fu arrestata e accusata in relazione agli omicidi del 1969 di Leno e Rosemary LaBianca: giudicata colpevole, fu inizialmente condannata a morte e successivamente all'ergastolo, in seguito alla cancellazione della pena capitale da parte della Corte suprema della California nel 1972. Le fu concesso un nuovo processo, dopo che il primo venne annullato in appello nel 1976. A tale processo, ne è seguito un terzo, nel 1978 in cui fu condannata definitivamente per due reati di omicidio e uno di cospirazione e la pena definitiva fu l'ergastolo.
Nel luglio 2023 il governatore della California, Gavin Newsom, ha annunciato che non si opporrà più alla sua scarcerazione.
Dopo 53 anni di carcere, Leslie Van Houten è stata rilasciata in libertà condizionale.
Dopo il rilascio, la donna trascorrerà circa un anno in una casa di accoglienza.

## Biografia
Leslie Van Houten nacque il 23 agosto 1949, nel sobborgo di Altadena di Los Angeles. Crebbe in una famiglia ecclesiastica della classe media insieme a un fratello maggiore e due fratelli adottivi (un fratello e una sorella, coreani). Sua madre e suo padre divorziarono quando aveva 14 anni. Ebbe un'adolescenza difficile, iniziando ad assumere LSD, amfetamine e hashish all'età di 15 anni, scappando numerose volte di casa ma riuscendo ugualmente a terminare il liceo. A 17 anni, rimase incinta e fu costretta dalla madre ad abortire; successivamente, la madre le assicurò che non si trattava di un vero e proprio aborto in quanto il feto non era ancora completamente formato. La Van Houten dichiarò che dopo questo evento, si sentì allontanare dalla famiglia ed iniziò a nutrire un'intensa rabbia nei confronti della madre. Dopo un periodo di interesse per lo yoga ed aver seguito un corso di un anno per diventare segretaria, si avvicinò alla cultura hippy, andando a vivere in una comune.

### L'avvicinamento alla Famiglia Manson
Leslie Van Houten conobbe Catherine Share e Bobby Beausoleil e si trasferì con loro e un'altra donna in una comune nel nord della California durante l'estate del 1968. I quattro si divisero dopo alcuni litigi e Share partì per unirsi alla comune di Charles Manson, seguita dalla Van Houten, che all'epoca aveva 19 anni; in quei giorni, telefonò a sua madre per annunciarle che la stava abbandonando definitivamente e che non l'avrebbe mai più contattata.

### La vita all'interno della Famiglia Manson
All'interno della Famiglia Manson, era Charles Manson stesso a decidere quando i membri avrebbero mangiato, quando avrebbero dormito e quando e con chi avrebbero avuto rapporti sessuali; controllava inoltre la somministrazione di LSD, dando ai seguaci dosi più elevate di quelle che lui stesso assumeva. Secondo Manson, "Quando prendi l'LSD abbastanza spesso, raggiungi uno stato di nulla, di nessun pensiero". Secondo la Van Houten, ella divenne "satura di acido" e non riuscì più a cogliere l'esistenza di coloro che vivevano una realtà non psichedelica.
Dall'agosto 1968, Manson e i suoi seguaci si stabilirono allo Spahn Ranch, nella Contea di Los Angeles in California. Manson apparentemente gestiva la Famiglia basandosi su principi di accettazione e amore libero in stile hippy. Il ranch si trovava in una zona isolata da qualsiasi influenza esterna e di conseguenza, l'unica voce ascoltata ed opinione influente era quella di Manson tramite, ad esempio, delle letture ripetute ad ogni pasto. Leslie Van Houten affermò che l'atteggiamento di Manson nei suoi confronti era che lei "apparteneva a Bobby Beausoleil". Inoltre, secondo la Van Houten, lei e altri seguaci di Manson consideravano il membro quattordicenne della Famiglia Dianne Lake come il "contenitore vuoto", l'epitome di ciò che le donne avrebbero dovuto essere nel sistema di valori di Manson. Quando Barbara Hoyt, un altro membro della Famiglia, parlò all'udienza per la libertà vigilata della Van Houten nel 2013, disse che la Van Houten era considerata una "leader" all'interno della Famiglia Manson.
Manson era intenzionato a diventare una pop star: dal giugno 1967 all'agosto 1968 tenne diverse sessioni di registrazione, ma nessun produttore lo ritenne abbastanza promettente per stipulare un contratto discografico. Manson, tuttavia, si considerava un genio musicale che avrebbe trasformato la società tradizionale: si identificava con il soggetto della canzone dei Beatles Helter Skelter, attraverso un album pop che avrebbe presto registrato, avrebbe "sconvolto il mondo intero" . Influenzato anche dalla Bibbia, Manson predicava alla Famiglia che sarebbero stati presto raggiunti dai Beatles e che sarebbero fuggiti in una fossa senza fondo, nella quale potevano entrare attraverso un "buco nel terreno"; successivamente, sarebbero riemersi e sarebbero stati riconosciuti come i legittimi sovrani del mondo, dopo 150 anni al centro della Terra, dove la Famiglia sarebbe cresciuta fino a 144.000 unità di popolazione e dopo che i loro corpi avrebbero assunto nuove forme.
Nell'aprile del 1969, Manson iniziò a coinvolgere i suoi seguaci in attività criminali come furti d'auto e all'interno di abitazioni; la stessa Van Houten (che aveva svaligiato due volte la casa del padre) era stata arrestata e trascorse alcuni giorni in prigione. Nello stesso mese, a seguito di una disputa sulle droghe, Manson sparò ad un uomo di nome Bernard "Lotsapapa" Crowe. Sebbene Crowe sopravvisse, Manson era convinto di averlo ucciso; inoltre credeva, erroneamente, che Crowe, un afroamericano, fosse un membro delle Pantere Nere. Questo incidente portò Manson a diventare sempre più paranoico e ad immaginare che le Pantere Nere fossero intenzionate ad esigere vendetta contro di lui. I preparativi per difendersi da quello che prevedeva come un attacco imminente da parte delle Pantere Nere, includevano Tex Watson, a cui insegnò come uccidere usando un coltello.

## Omicidi
Charles Manson, che ha sempre negato ogni sua responsabilità nella lunga serie di delitti, non ha mai spiegato il motivo che lo spinse a passare da aspirante pop star ad organizzatore di omicidi. Al processo, e successivamente in un libro di successo, il pubblico ministero Vincent Bugliosi indicò che il Manson stesse tentando di iniziare una guerra civile su base razziale. La natura razziale del motivo per gli omicidi di cui fu accusata la Van Houten fu in seguito adottata dal giudice, aumentando la gravità delle sue accuse.

### Eccidio di Cielo Drive
L'8 agosto 1969, Mary Brunner (membro della Famiglia con cui Charles Manson aveva avuto una relazione) fu arrestata per frode con carta di credito. Quella sera stessa Manson ordinò la morte di tutti coloro che vivevano nell'ex residenza del produttore discografico Terry Melcher, che aveva sollevato e poi deluso le speranze di Manson di entrare nel mondo della musica. L'attrice Sharon Tate, tre suoi amici e un visitatore, furono successivamente uccisi al 10050 di Cielo Drive da un gruppo di seguaci di lunga data scelti personalmente da Manson: Susan Atkins, Patricia Krenwinkel e Tex Watson. Linda Kasabian, che si era unita alla Famiglia solo il mese precedente, accompagnò il gruppo alla casa ma le fu ordinato di rimanere fuori.

### Omicidi LaBianca
La notte successiva, il 9 agosto 1969, Manson scelse di nuovo lo stesso gruppo per commettere un altro omicidio, a cui si aggiunsero anche Leslie Van Houten e Steve "Clem" Grogan e a cui prese parte Manson stesso. Dopo aver cercato in vari luoghi di Los Angeles il posto adatto a commettere il delitto, alla fine il gruppo si fermò nei pressi di Los Feliz, alla casa di Rosemary e Leno LaBianca. L'abitazione si trovava accanto alla casa in affitto del produttore discografico Phil Kaufman, dove Manson partecipò in passato a delle feste quando erano ancora amici. In seguito Kaufman sostenne che la scelta della casa dei LaBianca non poteva trattarsi di una semplice coincidenza. Manson entrò nella residenza con Watson, quindi fece ritorno all'auto mandando la Krenwinkel e la Van Houten in casa, poi se ne andò con l'Atkins, il Grogan e la Kasabian, con l'intento di uccidere un attore libanese che aveva avuto rapporti sessuali con la Kasabian, ma li condusse all'indirizzo sbagliato, quindi questo secondo piano fallì.
All'interno dell'abitazione, mentre Watson immobilizzava Leno LaBianca in salotto, la Krenwinkel e la Van Houten condussero Rosemary LaBianca in una camera da letto, dopo che Watson mise delle federe sopra la testa dei coniugi legandole con un cavo elettrico di una lampada attorno a ciascuno dei loro colli. Rosemary cercò di divincolarsi quando suo marito, che si trovava in salotto, iniziò a urlare in seguito alle pugnalate del Watson. Rosemary afferrò la lampada e la lanciò contro la Van Houten, gesto che scatenò una breve colluttazione tra le due donne; la Van Houten quindi bloccò Rosemary LaBianca e la Krenwinkel iniziò a pugnalarla al petto, senza successo in quanto la lama si era piegata sulla clavicola. La Van Houten chiese quindi assistenza al Watson, che entrò nella camera da letto e pugnalò Rosemary LaBianca numerose volte. L'uomo quindi si rivolse alla Van Houten, le porse il coltello e le disse di "fare qualcosa" (dal momento che Manson aveva incaricato Watson di assicurarsi che tutti partecipassero attivamente agli omicidi). Leslie Van Houten pugnalò quindi la parte bassa della schiena e le natiche di Rosemary LaBianca più di una dozzina di volte. La Van Houten in seguito disse a Dianne Lake di aver pugnalato qualcuno che era già morto; effettivamente l'autopsia indicò come alcune delle 47 ferite da taglio subite da Rosemary LaBianca erano state inflitte post-mortem.
Prima di abbandonare la casa, vennero rubati alcuni oggetti dalla casa tra cui un portafoglio con una carta di credito: l'idea era di lasciarlo in un luogo dove sarebbe stata raccolta ed usata da una persona di colore, così da addossargli la colpa del duplice delitto. Manson effettivamente lasciò il portafoglio nel bagno di in una stazione di servizio a Pacoima.
Il 16 agosto, la Van Houten fu fermata a Chatsworth dalla polizia in seguito ad un sopralluogo allo Spahn Ranch, nell'ambito di un'indagine su alcuni furti d'auto. Manson iniziò a sospettare che Donald Shea (un uomo che sebbene non facesse parte della Famiglia Manson, viveva nei pressi dello Spahn Ranch) avesse fatto la soffiata, quindi insieme ad altri membri della Famiglia lo torturò e lo uccise. La comunità di Manson si trasferì quindi a Barker Ranch, a duecento miglia di distanza nella Death Valley, dove Manson fu arrestato il 12 ottobre 1969. Nel frattempo, la Van Houten e un'altra donna rimasero nel ranch di Barker, alla ricerca del "buco nel terreno", prima di essere arrestata nel dicembre dello stesso anno. A differenza di altri membri della famiglia, la Van Houten fornì molte informazioni agli inquirenti: usando i soprannomi della Famiglia Manson durante gli interrogatori con la polizia, aiutò a identificare chi aveva partecipato attivamente agli omicidi di Cielo Drive e dei coniugi LaBianca, oltre ad indicare chi era stato lì ma non aveva ucciso nessuno, ossia la Kasabian che quindi diveniva una testimone chiave.

## Processi

### Primo processo
Charles Manson è stato accusato di aver orchestrato entrambi i delitti, ma gli unici imputati al processo per omicidio le cui accuse riguardavano l'aver inflitto ferite ai LaBianca erano il Watson, la Van Houten e la Krenwinkel. A differenza degli altri, la Van Houten non è stata accusata degli omicidi di Cielo Drive.
Manson si oppose alla linea di difensiva delle tre donne (Susan Atkins, Patricia Krenwinkel e Leslie Van Houten), dove si evidenziava come fu lui il mandante degli omicidi. La Van Houten inoltre non sembrava prendere sul serio il processo (in seguito dichiarò di aver assunto LSD durante il dibattimento), ridacchiando durante le deposizioni dei testimoni. La Van Houten ammise di aver commesso gli omicidi per i quali era accusata ma negò che Manson fosse coinvolto. L'influenza di Charles Manson sulla Van Houten e le altre due donne imputate era ancora molto forte tanto che quando si incise una X sulla fronte, esse lo imitarono copiando il gesto. Nelle ultime fasi del processo tuttavia smisero di imitarlo perché, come suggerì il pubblico ministero Bugliosi, si resero conto di come si stava rendendo evidente la portata della sua influenza su di loro.
La Van Houten licenziò successivamente tre avvocati difensori dopo che affermarono che le sue azioni erano attribuibili al controllo di Manson su di lei. Mentre un suo avvocato stava chiedendo a un testimone esperto dell'effetto dell'LSD sulla capacità di giudizio, Van Houten urlò che "Questa è solo un'enorme bugia, sono stata influenzata dalla guerra in Vietnam e dalla TV".
Il 29 marzo 1971, fu condannata per omicidio insieme agli altri imputati. Durante le fasi finali del processo, in un apparente ultimo tentativo di scagionare Manson, la Van Houten testimoniò di aver commesso un omicidio in cui, in realtà, non era coinvolta. Disse a uno psichiatra di aver picchiato la sorella adottiva, portandolo a caratterizzarla come "una piccola principessa viziata" ed una "pistola psicologicamente carica", ed era irremovibile che Manson non avesse alcuna influenza sui suoi pensieri o sui suoi comportamenti. La Van Houten affermò anche allo psichiatra che sarebbe andata in prigione per omicidio o aggressione senza aver però mai incontrato Charles Manson. Quando il suo avvocato, nel tentativo di dimostrare di provare rimorso, le chiese se provasse dispiacere o vergogna per la morte di Rosemary LaBianca, Van Houten rispose che "scusa è solo una parola di cinque lettere" e che "non puoi annullare qualcosa che è stato fatto". Negli interrogatori incrociati, la Van Houten si è auto-accusata ad aver inflitto le ferite mentre la vittima era ancora in vita, recidendole la colonna vertebrale, gesto che avrebbe potuto essere fatale anche da solo. Ha tuttavia continuato a negare con veemenza di aver seguito le istruzioni del Manson, adducendo che un avvocato nominato dal tribunale "aveva idee molto diverse su come farmi uscire", in quanto le aveva suggerito di affermare che Charles Manson aveva ordinato le uccisioni.
Leslie Van Houten fu condannata a morte; avendo 22 anni, fu la donna più giovane a cui venne inflitta la pena capitale in California. Non esistendo un braccio della morte per donne detenute ne fu costruito uno apposito. Tuttavia, la condanna a morte fu commutate automaticamente in ergastolo dopo la sentenza della Corte Suprema della California relativa al caso People v. Anderson, comportando l'annullamento di tutte le condanne a morte inflitte in California prima del 1972 (tra cui anche altre pene capitali inflitte ad altri componenti della Famiglia Manson come Tex Watson e Charles Manson stesso). A causa delle condanne per omicidio, era ammissibile alla libertà vigilata una volta scontati sette anni di reclusione: già alla prima udienza avrebbe potuto ottenere la libertà condizionale se il Governatore non avesse posto il veto alla decisione. Nel suo best seller Helter Skelter, il procuratore Vincent Bugliosi affermava che "la sua ipotesi" era che tutte e tre le donne sarebbero state liberate dopo 15-20 anni di carcere.

### Secondo processo

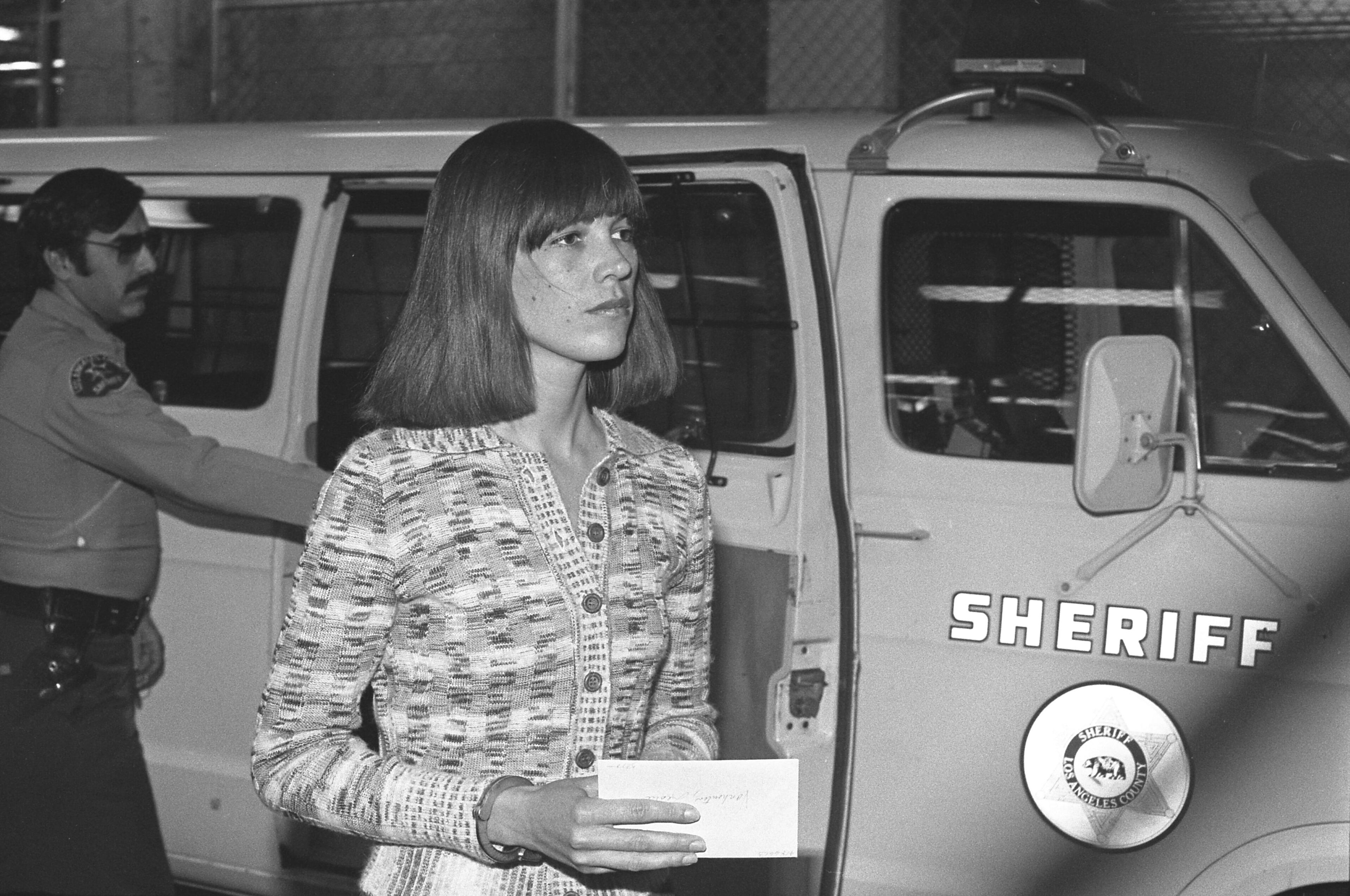
Leslie Van Houten si presenta al Criminal Courts Building di Los Angeles per il rinvio a giudizio e l'udienza per la fissazione di una nuova data del processo per il suo ruolo negli omicidi di LaBianca.

Van Houten ottenne un nuovo processo nel 1977 a causa della dichiarazione di processo nullo per la morte del suo avvocato. La sua difesa sosteneva che la capacità della Van Houten di pensare razionalmente era stata ridotta notevolmente a causa dell'uso dell'LSD e dell'influenza di Manson. La giuria non riuscì a trovare un accordo unanime: secondo quanto riferito più tardi ai giornalisti, sulla base delle prove fornite era molto difficile determinare se la capacità di giudizio della Van Houten fosse rimasta abbastanza inalterata per raggiungere un verdetto unanime.
I media riportarono come, a causa del tempo già trascorso, la Van Houten avrebbe potuto tornare in libertà condizionata quell'anno se fosse stata condannata per omicidio colposo.

### Terzo processo
L'accusa nel 1970-1971 aveva sottolineato come il movente degli omicidi non aveva nulla a che fare con il furto, e che gli assassini ignorarono oggetti preziosi o di valore. Durante il terzo processo a carico della Van Houten, l'accusa invece modificò i capi d'imputazione utilizzando il furto di cibo, vestiti e di una piccola somma di denaro per aggiungere la rapina; in questo modo la difesa per capacità ridotte veniva minata. Rimase in stato di fermo per ulteriori sei mesi prima di essere dichiarata colpevole di omicidio di primo grado.
La condanna all'ergastolo è stata quindi confermata, pena che sta attualmente scontando. Secondo le leggi della California, la Van Houten può richiedere la libertà vigilata.

## Richieste per la libertà vigilata
Secondo le leggi della California, alcuni condannati all'ergastolo sono ammissibili alla libertà vigilata ed un eventuale diniego non compromette eventuali richieste future.
Dopo aver ricevuto il suo tredicesimo rifiuto, in cui l'udienza si è conclusa con "un irragionevole rischio di pericolo per la società", Leslie Van Houten ha intrapreso un'azione legale per fare ricorso. Il giudice Bob Krug ha ordinato alla commissione di riesaminare la domanda perché il verdetto si basava esclusivamente sulla gravità inalterabile delle azioni commesse. La sentenza di riesame è stata successivamente annullata da un tribunale di grado superiore, il quale ha affermato che sebbene le audizioni sulla libertà condizionale debbano considerare le evidenze di riabilitazione di un detenuto, un verdetto ha la facoltà di negare la libertà condizionale esclusivamente sulla base delle circostanze del crimine, se "alcune prove" supportano tale decisione.
Nel 2013 alla Van Houten è stata negata la libertà condizionale per la ventesima volta. Nell'annunciare la decisione di negare la libertà condizionale, la presidente della commissione ha dichiarato che la Van Houten non spiegò come qualcuno della sua intelligenza avrebbe potuto commettere omicidi così "crudeli e atroci".
Il 14 aprile 2016, due membri del California Parole Board hanno raccomandato di accogliere la richiesta di libertà condizionale della Van Houten, ma il governatore della California Jerry Brown ha posto il veto sul suo rilascio perché:
Il 29 settembre 2016, il giudice della Corte Superiore della Contea di Los Angeles, William C. Ryan emise una sentenza di 18 pagine in cui confermava la visione del governatore di qualche mese prima: Ryan scrisse che c'erano "alcune prove" che la Van Houten rappresentasse ancora una minaccia per la società. Il 21 dicembre, la Corte Suprema della California ha negato la richiesta di Van Houten di riaprire il caso.
La Van Houten ha da tempo rinnegato Manson, morto in prigione nel novembre 2017. Ha espresso rimorso per i suoi crimini ed alla sua udienza del 2013, il suo avvocato ha sostenuto che il suo sistema di valori è completamente diverso da quello che era nel 1972. Ha fatto sapere che "si sente offesa per il fatto che Manson non si prese la responsabilità" del suo ruolo negli omicidi. Ha scritto diversi racconti, per alcuni periodi ha curato il giornale della prigione e ha svolto alcuni lavori di segreteria, sempre all'interno della prigione.
Leslie Van Houten è stata nuovamente raccomandata per la libertà vigilata alla sua ventunesima udienza del 6 settembre 2017. Due membri della commissione indicarono come la Van Houten avesse radicalmente cambiato la sua vita negli oltre 40 anni in cui è stata incarcerata; ma anche in questo caso, il governatore Jerry Brown ha nuovamente negato la libertà vigilata il 19 gennaio 2018. Il team legale della Van Houten dichiarò quindi che avrebbero fatto ricorso a tale decisione  ma il 29 giugno 2018, la richiesta per la libertà condizionale di Van Houten è stata nuovamente respinta: "A meno che il detenuto possa dimostrare che non ci sono prove a sostegno della conclusione a cui è giunto il governatore, secondo cui il detenuto costituisce un pericolo attuale per la sicurezza pubblica, la richiesta di libertà vigilata può essere sommariamente negata", è stato citato dallo stesso giudice, William C. Ryan.
Il 30 gennaio 2019, durante la sua 22ª udienza, Van Houten è stata raccomandata per la libertà vigilata per la terza volta. Tuttavia, nel giugno 2019, il governatore Gavin Newsom ha annullato ancora una volta la raccomandazione del Consiglio per la Libertà Vigilata, sostenendo che la sessantanovenne Van Houten è ancora un "pericolo per la società" e che aveva un "potenziale per violenze future".
Il 12 luglio 2023, dopo 53 anni di carcere, è stata rilasciata in libertà condizionale. La sua scarcerazione era attesa, dopo che il governatore della California, Gavin Newsom, aveva rinunciato ad impugnare la decisione di una corte d'appello statale di concederle la libertà vigilata. Dopo il rilascio, la donna trascorrerà circa un anno in una casa di accoglienza, imparando le abilità di base della vita come andare a fare la spesa e ottenere una carta di debito, ha spiegato la sua legale Nancy Tetreault.

## Nella cultura di massa
Le udienze di Van Houten sono apparse sul canale televisivo Court TV attirando l'attenzione dei media a livello nazionale, mettendo in evidenza i commenti di ex pubblici ministeri, parenti delle sue vittime e parenti delle vittime di altri assassinii. Il regista John Waters ha attivamente sostenuto la causa per la libertà condizionale della Van Houten.

### Rappresentazioni teatrali e cinematografiche
- Leslie Van Houten è stata interpretata dall'attrice Cathey Paine nel film TV Bel Air - La notte del massacro (Helter Skelter) del 1976.
- L'attrice di San Francisco Connie Champagne ha interpretato la Van Houten nel lungometraggio teatrale del 1989 The Charlie Manson Story, prima al Climate Theater e poi al Theater Artaud, sotto forma di black-comedy diretta da Christopher Brophy. La produzione è stata la prima a disincantare il mito di Manson e a mettere in discussione la convinzione di Manson del cosiddetto "Helter Skelter".
- Il film del 2009 Leslie, il mio nome è il male (Leslie, My Name Is Evil) (distribuito in alcuni paesi con il titolo Manson Girl e Manson, My Name Is Evil) è parzialmente basato sui primi anni della Van Houten e vede l'attrice Kristen Hager a rivestirne il ruolo.
- In Helter Skelter (remake del 2004 del film del 1976), Leslie Van Houten è stata interpretata dall'attrice Catherine Wadkins.
- Un anno prima, nel 2003, Amy Yates aveva interpretato la Van Houten nel film The Manson Family.
- Nel 2014 Julie Rose ha interpretato Leslie Van Houten nel film House of Manson.
- Nella serie fittizia della NBC Aquarius del 2015, incentrata sul dipartimento di polizia di Los Angeles e sugli omicidi di Manson, Emma Dumont interpreta un personaggio di nome "Emma" che è vagamente basato su Van Houten.
- Tania Raymonde ha interpretato la Van Houten nel film Manson Girls del 2015 di Susanna Lo.
- Nel 2016 Greer Grammer ha interpretato la Van Houten nel film di Leslie Libman Le ragazze perdute di Manson (Manson's Lost Girls) con MacKenzie Mauzy nel ruolo della Kasabian.
- Nel 2018 è stata interpretata da Gabrielle Klobucar nel documentario televisivo Inside the Manson Cult: The Lost Tapes.
- È interpretata da Victoria Pedretti (elencata nei titoli di coda come "LuLu") nel film di Quentin Tarantino del 2019 C'era una volta... A Hollywood.[46]